# Киж Ле Пен
Киж Ле Пен (фр. Cuges-les-Pins) је насељено место у Француској у региону Прованса-Алпи-Азурна обала, у департману Ушће Роне.
По подацима из 2011. године у општини је живело 4898 становника, а густина насељености је износила 126,2 становника/km².

## Демографија
| 1962. | 1968. | 1975. | 1982. | 1990. | 2011. |
| ----- | ----- | ----- | ----- | ----- | ----- |
| 1.109 | 1.433 | 1.282 | 1.875 | 2.655 | 4.898 |